# Napoleonaea vogelii

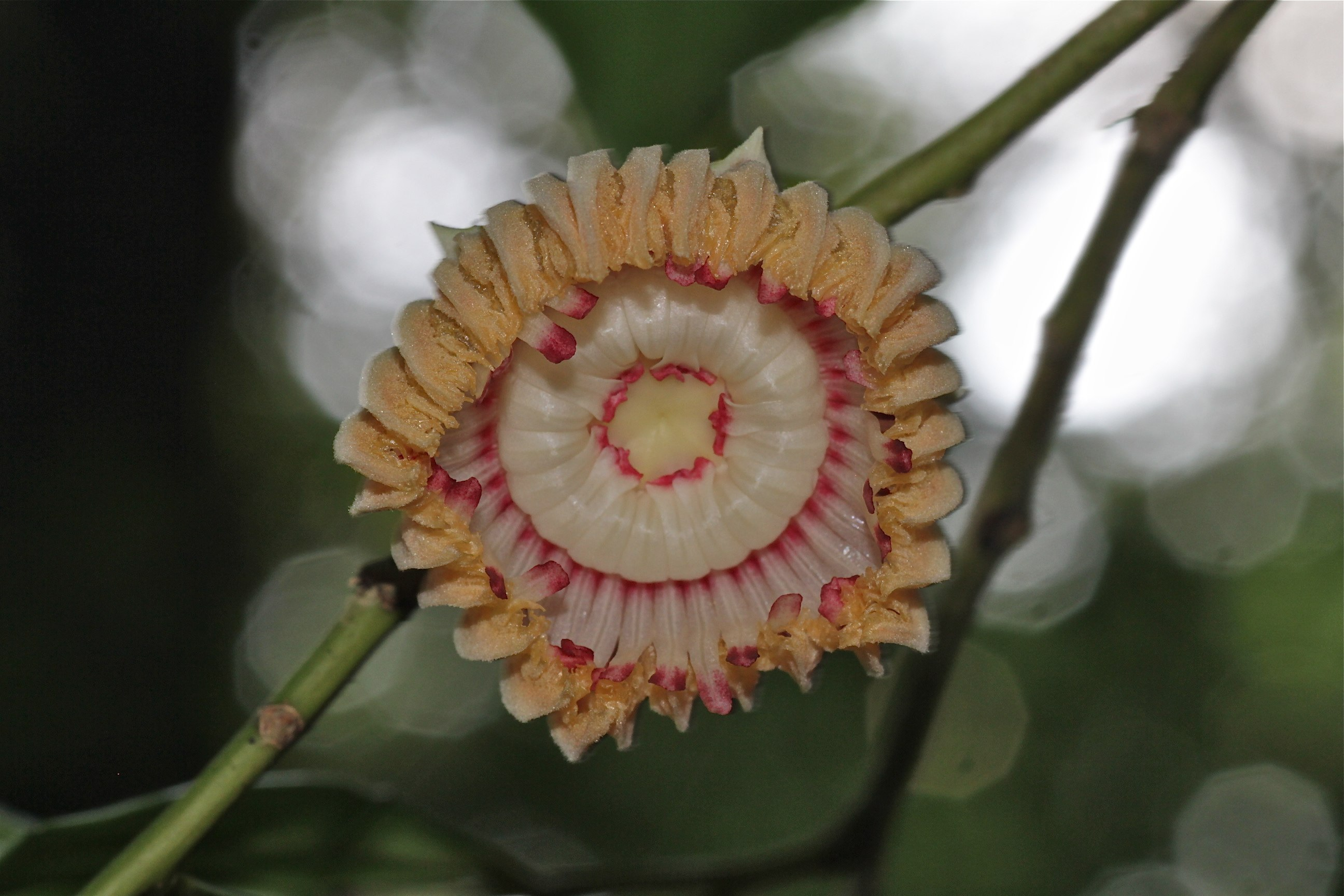
Blüte von Napoleonaea vogelii

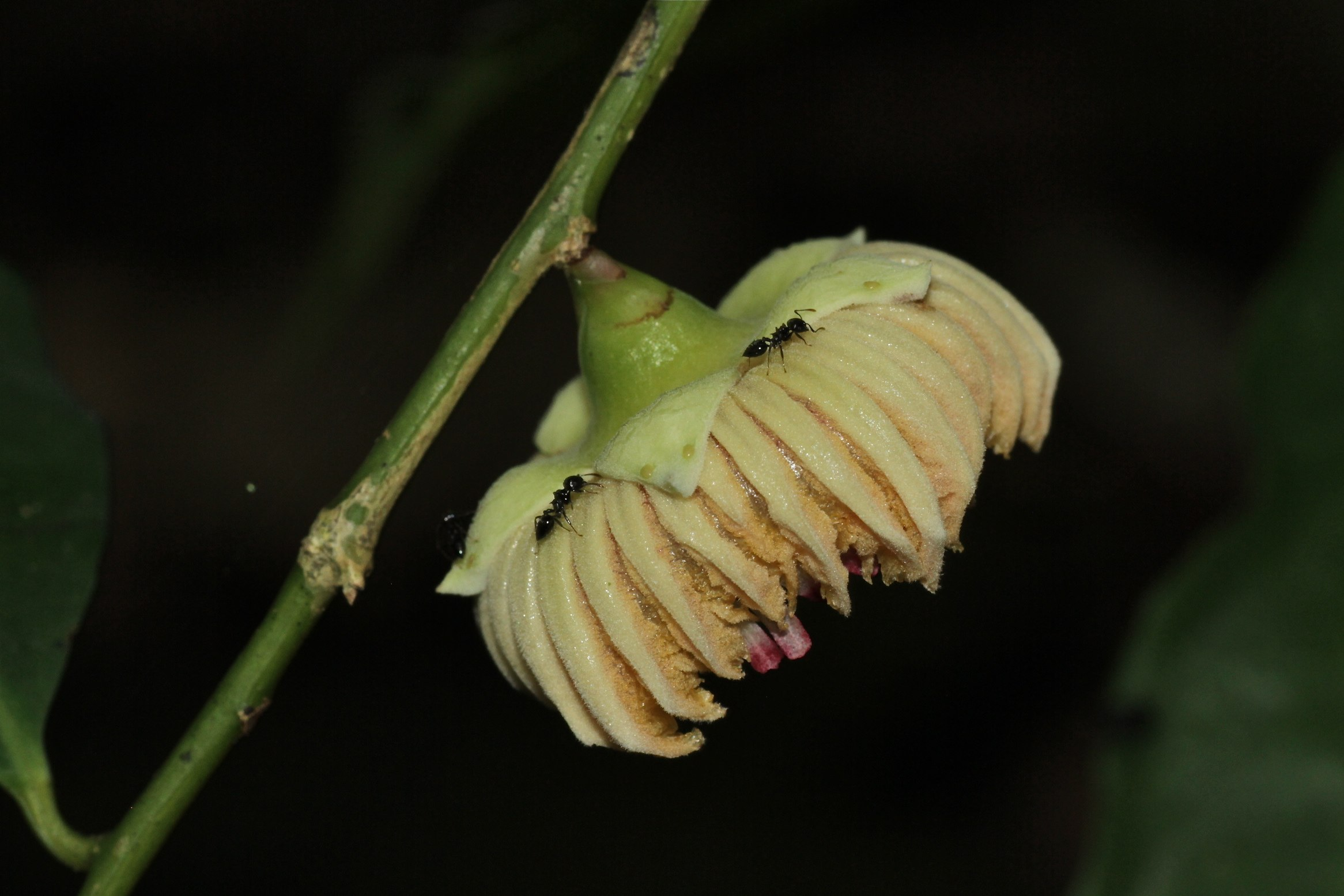
Seitenansicht einer Blüte

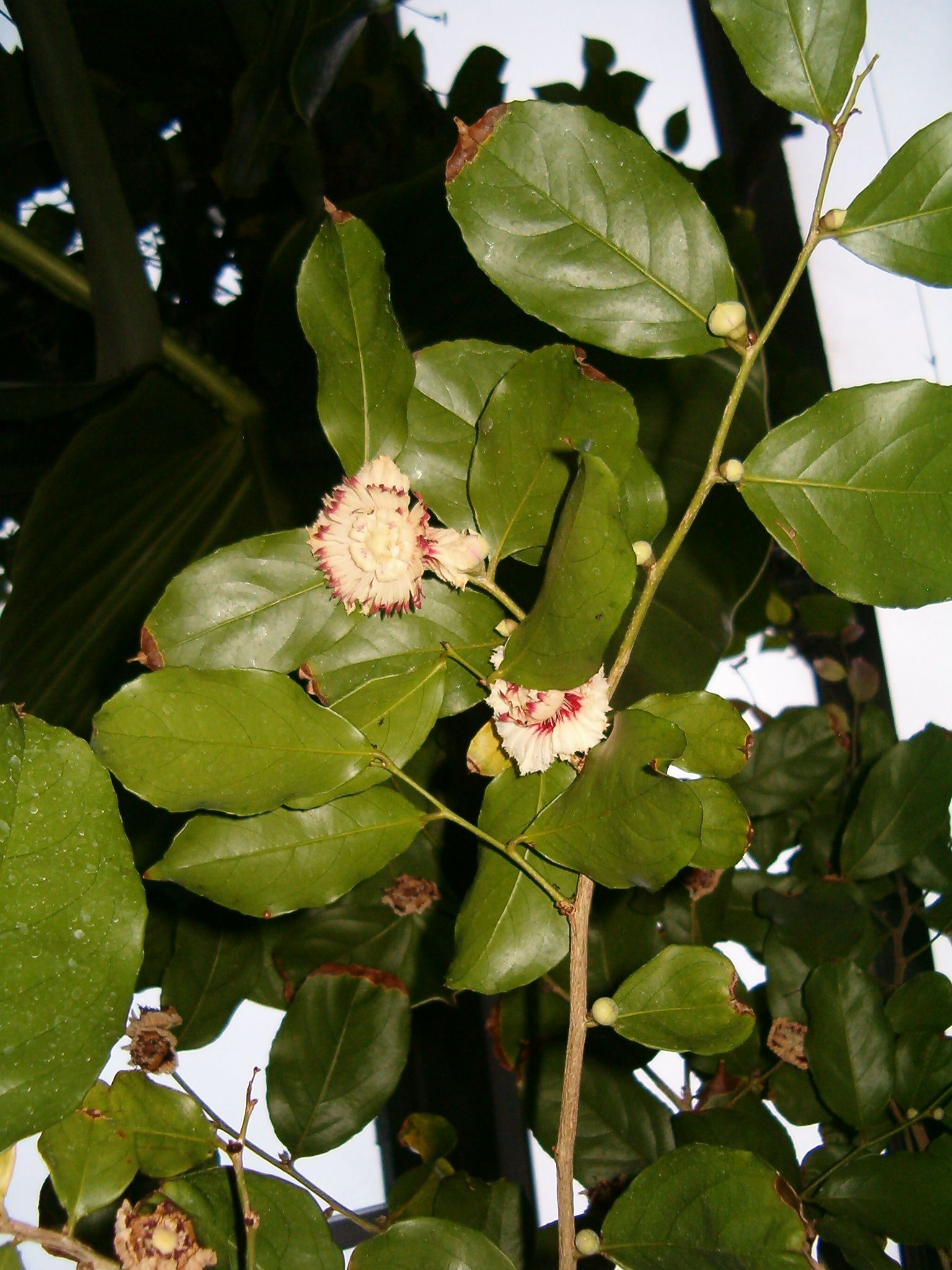
Blätter und Blüten

Napoleonaea vogelii ist eine Pflanzenart in der Familie der Topffruchtbaumgewächse aus dem tropischen Westafrika, Ghana, Guinea, der Elfenbeinküste, Liberia und Sierra Leone bis in den Kongo und nach Angola. Der Gattungsname ehrt den französischen Kaiser Napoleon I. (1769–1821).

## Beschreibung
Napoleonaea vogelii wächst als immergrüner kleiner Baum oder Strauch bis etwa 10–15 Meter hoch. Der Stammdurchmesser erreicht bis zu 18 Zentimeter.
Die wechselständigen und einfachen, kurz gestielten, leicht ledrigen Laubblätter sind eiförmig bis elliptisch oder verkehrt-eiförmig und abgerundet bis bespitzt oder zugespitzt bis geschwänzt. Sie sind kahl, sowie unterseits heller, ganzrandig und bis 14 Zentimeter lang und bis 6 Zentimeter breit. Nebenblätter fehlen.
Die zwittrigen Blüten erscheinen einzeln kauliflor am Stamm und ramiflor oder achselständig an den Ästen und Zweigen. Sie sind etwa 4 Zentimeter groß und gelblich bis rötlich. Sie haben unterhalb 6 Deckblätter in drei Serien.
Die komplex gebauten, fast sitzenden Blüten sind fünfzählig. Sie bestehen zuerst aus einem becherförmigen Blütenboden und 5 dreieckförmigen, grünen Kelchblättern mit außen 2 kleinen Drüsen, dann folgen die zurückgelegten, gefalteten und feinfransigen, weiß-rötlichen Kronblätter (auch als verwachsene Staminodien,  Pseudocorolla gedeutet) die aus 30–40 verwachsenen Segmenten bestehen. Weiter folgen zwei Kreise aus vielen Staminodien (Nebenkrone, Corona), die in einen äußeren, weißen und langfransigen und zurückgelegten Kreis und einen inneren aufrechten, verwachsenen und gefalteten, innen und unten leicht gespornten, weiß bis rötlichen Kreis, mit freien Spitzen, gegliedert sind. Weiter innen folgt ein kleiner Diskusring mit 10 Lappen oder Drüsen, und dann ein Kreis von 20 oberhalb freien, bandförmigen und nach innen umgebogenen Staminodien und Staubblättern deren einthekigen Antheren unter der Narbe liegen. Es stehen hier immer zwei Staubblätter neben zwei Staminodien. Die Staminodien bestehen nur aus den Staubfäden. Der fünfkammerige Fruchtknoten ist unterständig, mit einem kurzen, breiten und fünfkantigen Griffel mit einer breiten und flachen, fünflappigen Narbe. Die Petalen, Staminodien und die Staubblätter sind am Diskus angeheftet und werden nach der Blüte als Ganzes komplett abgeworfen.
Die rundlichen und ledrigen Steinfrüchte mit beständigen Kelchzipfeln sind 4–6 Zentimeter groß und orange-bräunlich bis rötlich. Sie sind teils mehr oder weniger gelappt, glatt und kahl. Die bis zu 10 oder mehr Samen sind nierenförmig und bis 2,5 Zentimeter lang. Das Fruchtfleisch ist weißlich und süß aber unaromatisch.

## Verwendung
Die Früchte sind essbar und die Rinde wird als Gewürz und zum Kauen als Stimulans verwendet.